# Севастократор

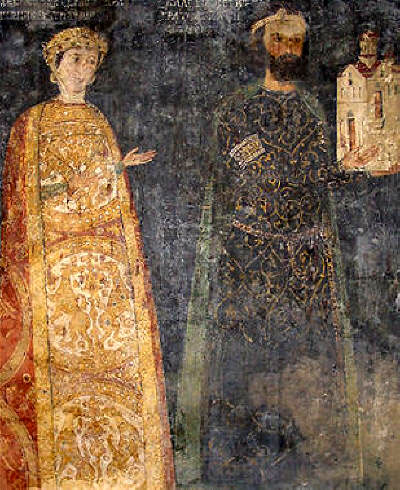
Болгарский севастократор Калоян и его жена Десислава

Севастократор (греч. σεβαστοκράτωρ, болг.  и серб. Севастократор) — высший придворный титул в поздней Византийской империи, который был введен в конце XI века. В византийской иерархии севастократор шёл сразу за императором, вытеснив с этого места титул кесаря. А введенный в середине XII века титул деспота, сдвинул самого севастократора на ступень ниже в иерархической лестнице. В дальнейшем титул севастократора стал использоваться в соседних государствах, в частности во Втором Болгарском царстве и в Сербо-греческом царстве. Жены севастократоров именовались севастократориссами (σεβαστοκρατόρισσα) либо (в славянских землях) севастократицами.
Титул состоит из двух греческих основ и дословно переводится как «благородный владетель».
Ввел титул византийский император Алексей Комнин для своего старшего брата Исаака Комнина. Согласно Анне Комнине, титул обозначал ранг выше цезаря (каковым был зять Алексея Никифор Мелиссин) и рассматривался как второй император.

## Список носителей

### Византия
- Исаак Комнин, старший брат императора Алексея I. Первый носитель этого титула
- Исаак Комнин, младший брат императора Иоанна II
- Андроник Комнин, второй сын императора Иоанна II
- Исаак Комнин, старший брат императора Мануила I
- Алексей Комнин, признанный бастард императора Мануила I
- Мануил Комнин, старший сын императора Андроника I
- Иоанн Дука, дядя императоров Исаака II и Алексея III
- Алексей Ангел, младший брат императора Исаака II. Узурпировал императорский престол в 1195 году
- Константин Торник, тесть деспота Иоанна Палеолога
- Константин Палеолог, младший брат императора Михаила VIII
- Иоанн Ангел, кузен императора Иоанна VI
- Димитрий I Кантакузин, внук византийского императора Иоанна VI. Последний носитель этого титула

#### Никейская империя
- Исаак Ласкарис, младший брат императора Феодора I
- Алексей Ласкарис, младший брат императора Феодора I
- Иоанн Палеолог, младший брат императора Михаила VIII, в 1259 стал деспотом
- Константин Торник, тесть деспота Иоанна Палеолога
- Константин Палеолог, младший брат императора Михаила VIII

#### Латинская империя
- Конон де Бетюн, дальний родственник императоров Бодуэна I д'Эно и Генриха I д'Эно. Регент Латинской империи в 1216—1217 и 1219—1220

### Болгария
- Александр Асень, младший сын царя Ивана I
- Стрез, племянник царей-соправителей Ивана I и Петра IV
- Калоян, сын Александра Асеня
- Мимитил, де-факто независимый правитель Родопов во времена Гражданской войны в Византии

### Сербия
- Стефан Неманич, зять византийского императора Алексея III. В 1217 получил королевский титул
- Йован Оливер, крупный магнат времён Сербо-греческого царства
- Деян, крупный магнат времён Сербо-греческого царства
- Влатко Паскачич, крупный магнат времён Сербо-греческого царства
- Бранко Младенович, крупный магнат времён Сербо-греческого царства